# Йоанис Калогеракис (революционер)
Йоанис Калогеракис (на гръцки: Ιωάννης Καλογεράκης) е гръцки революционер, деец на гръцката въоръжена пропаганда в Македония от началото на XX век.

## Биография
Йоанис Калогеракис е роден на остров Крит – в Лаки или, според други източници, в Зимбрагос (Зимбрагу). Четник е на Евтимиос Каудис. Оглавява собствена чета от 14 души в Македония, в която участва и Такис Голнас. На 28 юли 1905 година андартската чета на Йоанис Калогеракис напада леринското село Айтос, но е отблъсната, като в сражението загиват Калогеракис и двама от хората му.